# Dorians
Dorians is een Armeense rockband.

## Overzicht
Gor Suyjan is de leadzanger van de groep, die vooral rockmuziek brengt. In 2009 nam de band deel aan de Armeense nationale finale voor het Eurovisiesongfestival. Zij haalden toen een derde plaats met het nummer Fly. In 2013 werd de band intern gekozen om Armenië te vertegenwoordigen in Malmö, Zweden. Er werd een nationale finale georganiseerd waarin het publiek kon bepalen met welk nummer de groep zou deelnemen aan het Eurovisiesongfestival 2013. Uiteindelijk viel de keuze op Lonely planet, geschreven door de van Black Sabbath bekende gitarist Tony Iommi en Vardan Zadoian.
Dorians wist zich tijdens de halve finale op 16 mei 2013 te plaatsen voor de finale van het Eurovisiesongfestival. In de finale behaalde de Dorians de 18de plaats.
2006: André · 
2007: Hayko · 
2008: Sirusho · 
2009: Inga & Anush · 
2010: Eva Rivas · 
2011: Emmy · 
2013: Dorians · 
2014: Aram MP3 ·
2015: Genealogy ·
2016: Iveta Mukuchian ·
2017: Artsvik ·
2018: Sevak Chanagian · 
2019: Srbuk · 
2022: Rosa Linn · 
2023: Brunette · 
2024: Ladaniva · 
2025: Parg